# 33799 Myra
33799 Myra este un asteroid din centura principală de asteroizi.

## Descriere
33799 Myra este un asteroid din centura principală de asteroizi. A fost descoperit pe 19 octombrie 1999 la Fountain Hills (Arizona) de Charles W. Juels. Asteroidul prezintă o orbită caracterizată de o semiaxă mare de 2,63 ua, o excentricitate de 0,23 și o înclinație de 7,2° în raport cu ecliptica.